# Widłoszczetka północna
Widłoszczetka północna (Dichostereum boreale (Pouzar) Ginns & M.N.L. Lefebvre) – gatunek grzybów z rodziny powłocznicowatych (Peniophoraceae).

## Systematyka i nazewnictwo
Pozycja w klasyfikacji według Index Fungorum: Asterostroma, Peniophoraceae, Russulales, Incertae sedis, Agaricomycetes, Agaricomycotina, Basidiomycota, Fungii.
Po raz pierwszy opisał go w 1982 r. Zdeněk Pouzar, nadając mu nazwę Vararia borealis. W 1993 r. James Herbert Ginns i M.N.L. Lefebvre po przeprowadzeniu badań filogenetycznych przenieśli go do rodzaju Dichostereum. Nazwę poską zarekomendował w 2003 r. Władysław Wojewoda dla synonimu Vararia borealis. Jest niespójna z aktualną nazwą naukową.

## Morfologia
Owocnik
Rozpostarty, o lekko gruzełkowatej lub nieregularnie brodawkowatej powierzchni, w stanie świeżym ochrowożółty, eksykaty o barwie kremowoochrowej. Dichohyfidy liczne, silnie dekstrynoidalne, o średnicy do 5 μm. Występują także wypełnione ziarnistym materiałem gleocystydy. Zarodniki elipsoidalne, 4–6 × 3–4 μm, amyloidalne, subtelnie zdobione małymi brodawkami i grzbietami.
Gatunki podobne
Dichostereum pallescens ma bardziej ozdobne, większe zarodniki (6–7,5 × 5,5–6,5 μm), węższe dichohyfidy (do 2 μm średnicy) i nie ma gleocystyd. Dichostereum effuscatum ma większe zarodniki (6–8 × 5,5–7 μm), mniejsze dichohyfidy

## Występowanie i siedlisko
Występuje w Ameryce Północnej, Europie i Azji, w tym także w Polsce podano.
Nadrzewny grzyb saprotroficzny. W Polsce notowany w lesie na leżącym na ziemi drewnie świerka. Występuje na drewnie drzew iglasty, powodując jego białą zgniliznę.